# Erjavčeva koča na Vršiču
Erjavčeva koča na Vršiču – schronisko turystyczne, które leży na mniejszym wzniesieniu przy drodze na Vršič, trochę pod przełęczą na górnokraińskiej stronie. Nosi imię słoweńskiego przyrodnika i pisarza Frana Erjavca. Pierwszemu schronisku, wybudowanemu 14 lipca 1901 przez Niemiecko-Austriackie Towarzystwo Górskie (niem. Deutscher und Österreichischer Alpenverein, DÖAV) jako Vosshütte, nadano po I wojnie światowej obecną nazwę, powiększono je i otwarto 30 lipca 1922. Współczesne schronisko zostało wybudowane 1 sierpnia 1993. Zarządza nim PD (Towarzystwo Górskie) Jesenice.

## Historia

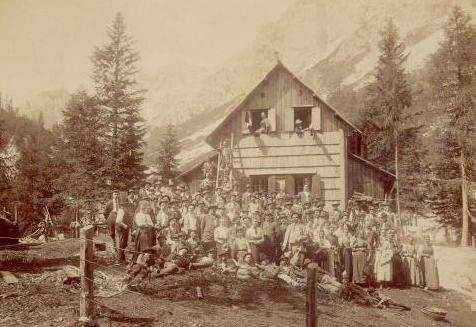
Otwarcie schroniska w 1901

Schronisko w 1901 wybudowali członkowie kraińskiej sekcji DÖAV i nazwali je Vosshütte na cześć botanika Wilhelma Vossa. Podczas I wojny światowej schroniska używali budowniczowie vršiškiej drogi. Po wojnie, w 1919 schronisko przejęło Słoweńskie Towarzystwo Górskie (Slovensko planinsko društvo, SPD), wyremontowało i powiększyło oraz ponownie otwarło w 1922. Przemianowano je na Erjavčevą kočę, na cześć przyrodnika i gawędziarza Franca Erjavca (1834-1887).

## Dostęp
- 11 km drogą z Kranjskiej Gory
- 3,30 h: z Domu v Tamarju (1108 m), przez Sleme
- 1 h: ze schroniska na Gozdu (1226 m)

## Sąsiednie obiekty turystyczne
- 30 min: do Poštarskiego domu na Vršiču
- 15 min: do Tičarjevego domu na Vršiču
- przejście grzbietem Małej (2332 m, 2,30 h) i Wielkiej Mojstrovki (2336 m, 3 h) oraz Travnika (2379 m, 4,30 h)
- 4,30 h: Prisojnik (2547 m), Kopiščarjevym szlakiem
- 1,30 h: Slemenova špica (1911 m)